# Автомобильный мост через Мсту (Бронница)
Бронницкий мост находится в Новгородском районе Новгородской области, на старом участке федеральной автомагистрали «Россия» (М10, E 105 Москва—Санкт-Петербург). Пересекает реку Мсту в районе села Бронница. Длина — 255,24 м, ширина проезжей части — 7 м.
Мост являлся самым старым из крупных сохранившихся мостов в Новгородской области, в настоящее время от первоначального моста остались только опоры.

## История
Издавна на месте современного моста существовала переправа. Сооружались наплавные мосты, которые сносились каждый год во время весенних паводков. В 1837—1842 гг. по проекту инженера путей сообщения К. Я. Рейхеля был возведён постоянный мост длиной 242 м. Мост имел пять пролётов. Он был назван именем своего автора. Долгое время мост являлся наиболее значительным объектом на дороге Москва—Санкт-Петербург.
Во время Великой Отечественной войны мост пострадал от прямого попадания авиабомбы, которая разрушила один из его пролётов. В апреле 1942 года пролёт был разрушен, в 1945 восстановлен. В 1951 году был проведён капитальный ремонт всего сооружения.

## Реконструкция
В 1996 году кампания «Мостоотряд-75» произвела ещё один капитальный ремонт моста с усилением металлических пролетных конструкций. Срок службы сооружения был определен в 5 лет. За несколько последующих лет нагрузки на мост значительно возросли. Обследование состояния конструкций показало, что они находятся в неудовлетворительном состоянии. По заказу «Управление автомобильной дороги Москва—Санкт-Петербург» инженерами ООО «Гвин-Пин» и ЗАО «Институт Гипростроймост—Санкт-Петербург» был разработан проект реконструкции Бронницкого моста.
В мае 2004 года «Мостоотряд-75» и «Мостострой-6» приступили к работе. Из прежней конструкции были сохранены мостовые опоры, поставленные ещё Рейхелем, металлические пролётные строения были заменены на сталежелезобетонные. Реконструкция продолжалась 17 месяцев.
27 сентября 2005 года моста через реку Мста в селе Бронница был торжественно открыт и передан в эксплуатацию.